# Bugatti Type 41 Royale
Bugatti Type 41 Royale — автомобиль класса люкс компании Bugatti. Инженеры называют эту модель вершиной технической мысли 20-х годов, а за свои выдающиеся качества автомобиль получил имя Royale (фр. Королевский). Было построено всего 6 автомобилей, все они дошли до наших дней.

## История
Первый образец Bugatti Type 41 с открытым кузовом появился в 1926 году и снабжался 8-цилиндровым двигателем с рабочим объёмом в 12,7 л (778 кубических дюймов) и с мощностью 300 лошадиных сил. Этот мотор представлял увеличенную копию стандартных двигателей Bugatti и в 20-е годы считался самым большим среди серийных легковых автомобилей. У него было по 3 клапана на цилиндр, приводимых верхним распределительным валом. Механическая коробка передач на Bugatti Type 41 стояла в блоке с задним мостом. Оси были коваными. На некоторых экземплярах были установлены колеса со спицами из рояльных струн, а один экземпляр не имел системы освещения, так как его владелец принципиально не выезжал в темное время суток. Bugatti Type 41 отличался самой большой среди серийных легковых автомобилей колёсной базой (расстояние между осями равно 4300 мм). Длина капота составляла свыше 1650 мм, диаметр дисков колёс 970 мм.

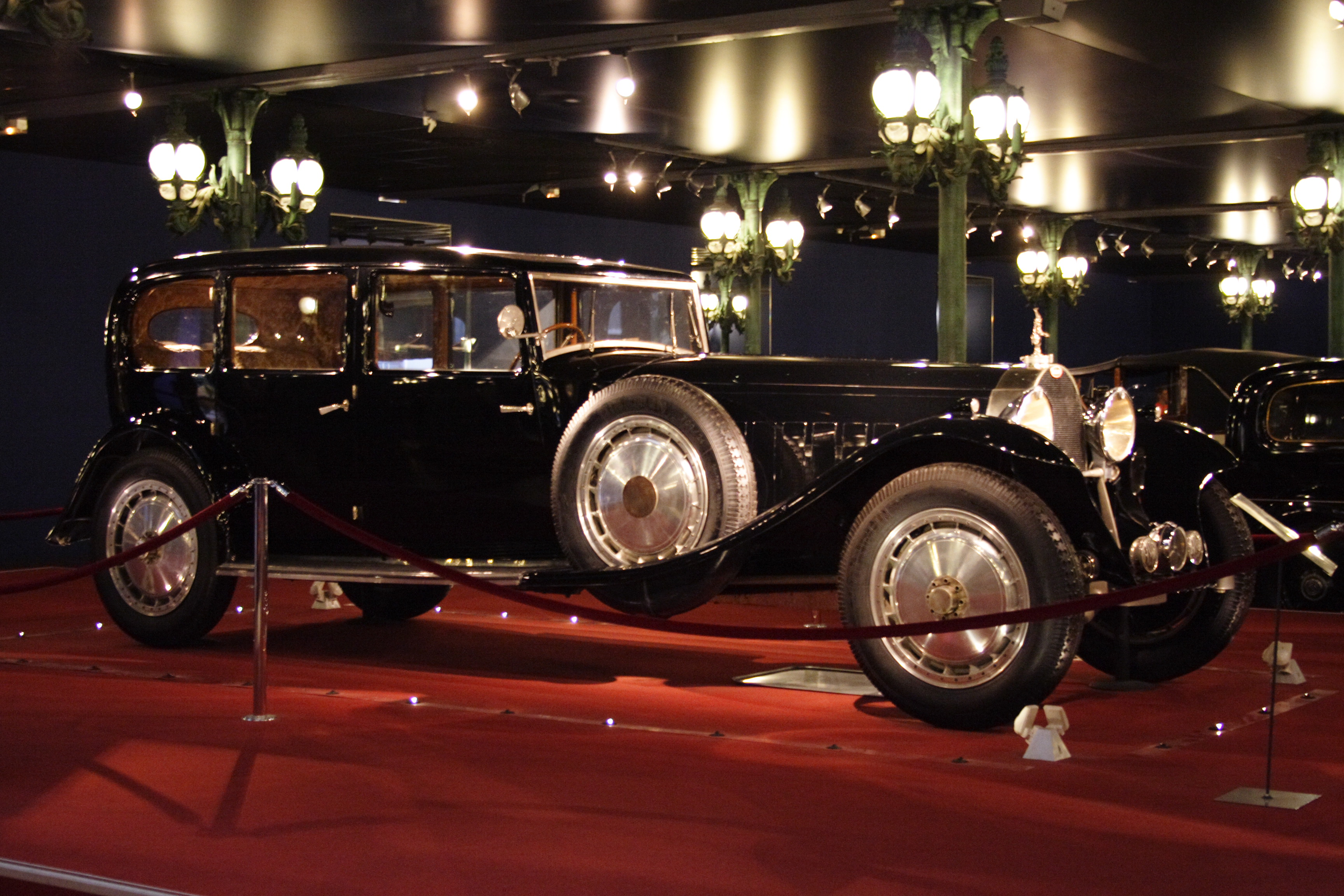
Bugatti Royale Limousine Park Ward в коллекции Французского национального автомузея в Мюлузе.

Этторе Бугатти предполагал построить 25 таких машин для самых богатых людей своего времени, в том числе для короля Испании Альфонсо XIII. Но Великая депрессия спутала эти планы, и до 1933 года удалось собрать только 6 автомобилей с разными кузовами. Покупателей для них найти оказалось нелегко, и потому две машины остались в семье Бугатти. Причём один экземпляр Royale выпуска 1930 года с кузовом Kellner Coach во время Второй мировой войны был замурован за ложной стеной в фамильном поместье. Данный автомобиль оставался в семье до 1950 года, когда обе принадлежавшие ей машины были проданы американскому мультимиллионеру Бриггсу Каннингему, который сам был конструктором спортивных автомобилей и участвовал как гонщик в «24 часа Ле Мана». После более чем 30 лет эксплуатации, Каннингем в конце концов продал машину американскому знатоку автомобильной истории Мильсу Кольеру, который выставил Royale Kellner Coach на аукцион в 1987 году. Автомобиль был продан за рекордные 5,5 млн фунтов стерлингов в лондонском Королевском Альберт-Холле после состязания между 4000 аукционистами. В настоящее время автомобиль принадлежит анонимному владельцу, считается, что японцу, который поручил агентству Бонэм-Брукс в Лондоне снова предложить Bugatti Royale для перепродажи тому, кто готов заплатить запрашиваемую цену. Остальные автомобили тоже сохранились, пережив различные превратности судьбы. На сегодня четыре из них хранятся в частных коллекциях в США, а остальные — во Французском национальном автомузее в Мюлузе.

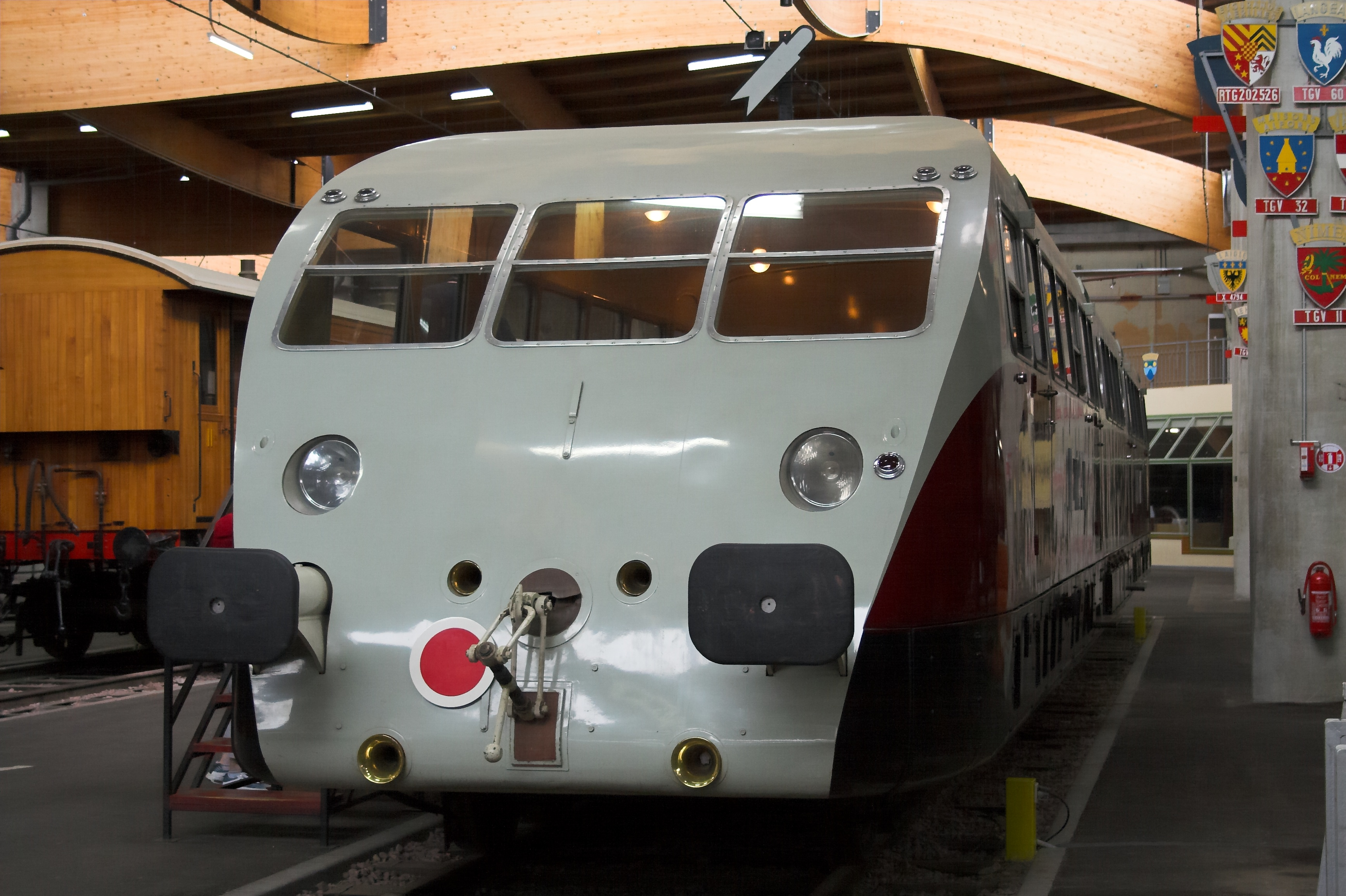
Скоростная автомотриса Bugatti

Чтобы как-то использовать оставшиеся после провала продаж на автомобильном рынке серии Type 41 оставшиеся от неё 23 восьмицилиндровых двигателя фирма Bugatti применила на построенных ею трёх скоростных автомотрисах, на каждой из которых использовались от двух до четырёх таких двигателей. Одна из таких автомотрис поставила рекорд скорости, разогнавшись до 196 км/ч. В результате со стороны SNCF (Французские национальные железные дороги) последовал заказ ещё на 186 таких скоростных вагонов, последние из которых эксплуатировались до конца 1950-х. Таким образом, грозивший Bugatti большими убытками проект превратился в коммерчески успешный.
Bugatti Type 41 Royal не суждено было стать массовым автомобилем. Тому было несколько причин, и главная из них — его огромная стоимость.